# Portal da Língua Portuguesa
O Portal da Língua Portuguesa é um repositório organizado de recursos linguísticos em linha, de livre acesso. A sua fonte principal é o Vocabulário Ortográfico do Português, um léxico desenvolvido pelo Instituto de Linguística Teórica e Computacional (ILTEC).

## História
O portal foi lançado como projeto sem fins lucrativos pelo ILTEC em Fevereiro de 2007, com o apoio do Ministério da Ciência, Tecnologia e Ensino Superior de Portugal. Começou por ser um substituto da página da MorDebe, o nome que então tinha a base de dados lexical do ILTEC. Posteriormente, foram sendo disponibilizadas várias outras fontes e ferramentas, tais como o texto completo dos vários acordos ortográficos, os textos das nomenclaturas gramaticais do Brasil e de Portugal, e, entre outros, dicionários de gentílicos e topónimos, de estrangeirismos e de relações derivacionais e um vocabulário com todas as palavras cuja grafia foi afetada com o Acordo Ortográfico de 1990. Em 2010 o Portal passou a albergar algumas ferramentas que visam facilitar a aplicação do Acordo Ortográfico de 1990, desenvolvidas com o apoio do Fundo da Língua Portuguesa.

## Vocabulário Ortográfico do Português
Desde janeiro de 2010, em resultado de um projeto financiado pelo Fundo da Língua Portuguesa, o Portal passou a disponibilizar, progressivamente, os resultados do Vocabulário Ortográfico do Português. Este projeto visa a correção, expansão e adaptação ao Acordo Ortográfico de 1990 da MorDebe, a base de dados lexical que serviu de base à criação do Portal e que o ILTEC vem desenvolvendo desde 2004. O fim do projeto está previsto para abril de 2010, altura em que deverá contar com cerca de 200 mil entradas, tendo como principal fonte o Vocabulário da Língua Portuguesa de Rebelo Gonçalves. Em simultâneo, serão desenvolvidas ferramentas informáticas de adaptação ao Acordo Ortográfico de 1990, como um conversor de ficheiros de texto e verificadores ortográficos para ferramentas informáticas de edição de texto, todas a ser disponibilizadas de forma gratuita no Portal.
O léxico disponibilizado no Portal é uma coleção corrigida e homogeneizada das nomenclaturas de alguns dos principais dicionários portugueses. Com a feitura do Vocabulário Ortográfico do Português, o Vocabulário da Língua Portuguesa de Rebelo Gonçalves converteu-se na sua principal fonte. Um número reduzido de palavras incluídas na base de dados, menos de 1% do total, são palavras de elevada frequência com origem em órgãos de comunicação social, sendo a sua inclusão alvo de tratamento lexicográfico prévio. A base de dados tem cerca de 1,35 milhões de formas flexionadas.

## Dicionários
O Portal fornece vários dicionários especializados. Cada uma deles tem um motor de pesquisa próprio e uma descrição detalhada do conteúdo.

### Dicionário de Gentílicos e Topónimos
O Dicionário de Gentílicos e Topónimos lista topónimos que têm um adjetivo ou substantivo com eles relacionados. Por exemplo, o Dicionário indica que o nome ou adjetivo (gentílico) relativo a alguém de Viena é vienense. O dicionário contém quase 1 200 topónimos e mais de 3 000 adjetivos e nomes a eles associados.

### Dicionário de Nomes Deverbais
O Dicionário de Nomes Deverbais lista substantivos derivados de verbos que indiquem a ação expressa por eles. Indica, por exemplo, que o substantivo relativo ao ato de separar é separação. O Dicionário contém quase 5 500 verbos e mais de 7 000 substantivos a eles associados.

### Dicionário de Estrangeirismos
O Dicionário de Estrangeirismos lista as palavras não adaptadas de outras línguas que constam dos dicionários portugueses; por exemplo, a palavra meeting, que vem do inglês. O Dicionário não indica apenas a palavra e a sua origem, mas também se existe a forma aportuguesada (como mítingue para meeting) e as expressões que lhe equivalem em português (reunião, neste caso). O Dicionário contém mais de 1 000 palavras.

### Vocabulário de Mudança
O Vocabulário de Mudança lista todas as palavras da base de dados cuja grafia muda com o Acordo Ortográfico de 1990. O Vocabulário indica a grafia da palavra conforme o Acordo Ortográfico de 1945, a forma conforme o Formulário Ortográfico de 1943 e a ortografia segundo o Acordo Ortográfico de 1990. Contém 4 497 palavras.
Uma versão específica deste Dicionário para o mercado português foi publicada em 2008 pela Editorial Caminho.